# Ljubibratić
Ljubibratić je priimek več oseb:
- Damjan Ljubibratić (~1596–1614), Serbian Orthodox monk and diplomat
- Jeronim Ljubibratić (1716–1779), habsurški vojaški poveljnik
- Mićo (Mihajlo) Ljubibratić (1839–1889), hercegovski vojvoda (srbski vojvoda v Hercegovini)
- Nikola Ljubibratić, bosansko-hercegovski general
- Radoslav Ljubibratić (~1404), bosanski plemič
- Savatije Ljubibratić (~1660–1716), srbski pravoslavni hierarh, metropolit Zahumlja
- Simeon Ljubibratić (1682–1690), srbski pravoslavni hierarh, beograjsko-karlovški metropolit
- Stevan (Stefan) Ljubibratić (~1661–1737) bosansko-hercegovski politik?
- Velimir Ljubibratić, hercegovski podjetnik